# Ocellularia flavida
Ocellularia flavida är en lavart som beskrevs av Mason Ellsworth Hale 1974. 
Ocellularia flavida ingår i släktet Ocellularia och familjen Thelotremataceae. Inga underarter finns listade i Catalogue of Life.